# Municipio de Racine (Dakota del Sur)
El municipio de Racine (en inglés: Racine Township) es un municipio ubicado en el condado de Day en el estado estadounidense de Dakota del Sur. En el año 2010 tenía una población de 75 habitantes y una densidad poblacional de 0,81 personas por km².

## Geografía
El municipio de Racine se encuentra ubicado en las coordenadas 45°22′9″N 97°25′29″O / 45.36917, -97.42472. Según la Oficina del Censo de los Estados Unidos, el municipio tiene una superficie total de 93.02 km², de la cual 72,29 km² corresponden a tierra firme y (22,28 %) 20,72 km² es agua.

## Demografía
Según el censo de 2010, había 75 personas residiendo en el municipio de Racine. La densidad de población era de 0,81 hab./km². De los 75 habitantes, el municipio de Racine estaba compuesto por el 97,33 % blancos, el 1,33 % eran amerindios, el 1,33 % eran asiáticos. Del total de la población el 0 % eran hispanos o latinos de cualquier raza.